# Großer Eiskogel
Der Große Eiskogel (italienisch Gran Cono di Ghiaccio) ist ein 3547 m s.l.m. (nach anderen Angaben auch 3549, 3544 oder 3530 m) hoher Berg in den Ortler-Alpen.

## Lage und Umgebung
Der Große Eiskogel ist der östlichste Gipfel im Kristallkamm, einer vom Stilfser Joch im Westen bis zum Ortlerpass verlaufenden Bergkette in den Ortler-Alpen. Er befindet sich im Südtiroler Anteil dieser Gebirgsgruppe nahe der Grenze zur Lombardei und ist im Nationalpark Stilfserjoch unter Schutz gestellt. Im Osten fällt sein Gipfelaufbau zum Ortlerpass (3353 m) ab, hinter dem Zebrù (3735 m) und Ortler (3905 m) aufragen. Im Südwesten wird er durch das Thurwieserjoch (3480 m) von der nahen Thurwieserspitze (3652 m) getrennt. Gegen Nordwesten löst sich ein Kamm Richtung Trafoital, der den Kleinen Eiskogel (3105 m) trägt.

## Anstiege
Der Große Eiskogel ist trotz seiner beachtlichen Höhe ein kaum bekannter Südtiroler Hochgipfel. Dies hängt teils mit seiner versteckten Lage, teils mit seiner Position zwischen deutlich höheren und daher prominenteren Bergen zusammen. Der stets überfirnte Gipfel ist nur über gletscherquerende Hochtouren erreichbar. Er wird oft im Rahmen einer Besteigung der Thurwieserspitze überschritten. Die nächstgelegenen Stützpunkte für Bergsteiger sind das Rifugio Quinto Alpini und die Berglhütte.